# Jirishanca
Jirishanca – jeden z najtrudniejszych do zdobycia szczytów w Andach Peruwiańskich, w paśmie Cordillera Huayhuash, w regionie Ancash o wysokości 6126 m n.p.m. Według innych źródeł jego wysokość wynosi 6094 m. Jest dziesiątym pod względem wysokości szczytem Peru. W miejscowym dialekcie języka keczua jego nazwa oznacza lodowy dziób kolibra, wywodząca się z kształtu szczytu. 16 listopada 1954 na południowo-wschodnim zboczu rozbił się dwusilnikowy samolot Douglas DC-3, lecący z Pucallpy do Limy. Zginęły wszystkie 24 osoby znajdujące się na jego pokładzie. 

## Wejścia
Pierwszego wejścia przez wschodni filar dokonali austriaccy alpiniści, Toni Egger i Siegfried Jungmeir. Według współczesnej klasyfikacji, International French adjectival system (IFAS), droga ta ma kategorię ED1 i do tej pory była powtórzona tylko jeden raz.
Północny szczyt Jirishanki został zdobyty w 1964 r. przez amerykańską ekspedycję wzdłuż północnej grani. Pierwszego przejścia przez zachodnią ścianę dokonała 6 czerwca 1969 r. włoska wyprawa kierowana przez Riccarda Cassina. W 1971 r. japońska wyprawa przeszła po raz pierwszy południowo–wschodnią ścianę. Wejście zajęło im 49 dni. 
Duża różnica wysokości (900–1200 m), strome zbocza, technicznie skomplikowana wspinaczka po skałach pozwalają zaliczyć Jirishankę do najtrudniejszych andyjskich sześciotysięczników. Najłatwiejsze drogi na szczyt mają w kategorii IFAS stopień trudności TD.

## Galeria

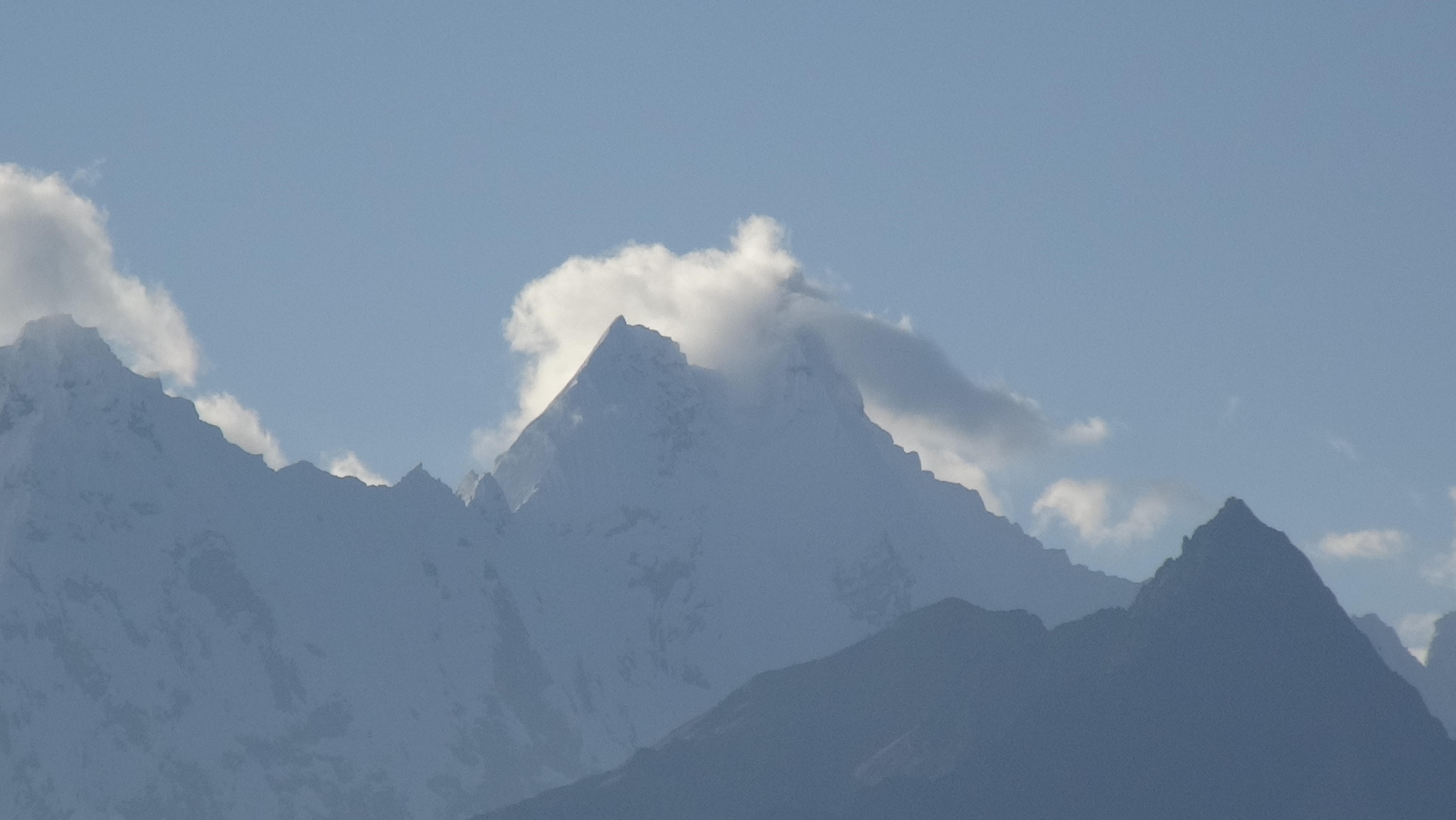
Widok z oddali
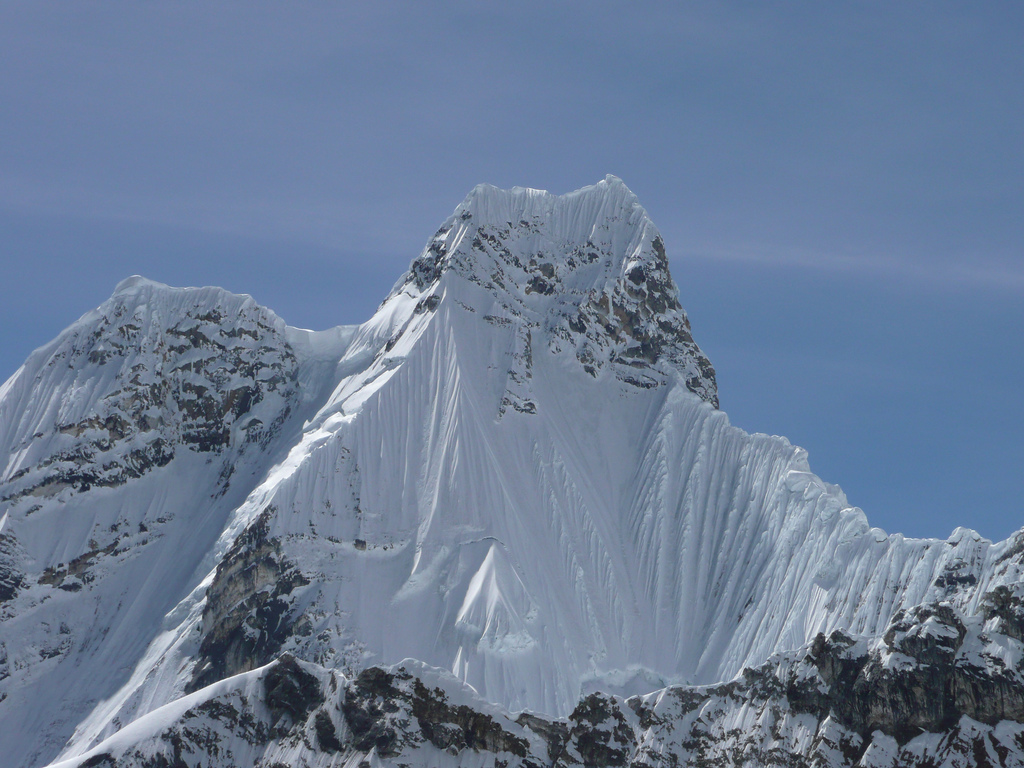
Szczyt
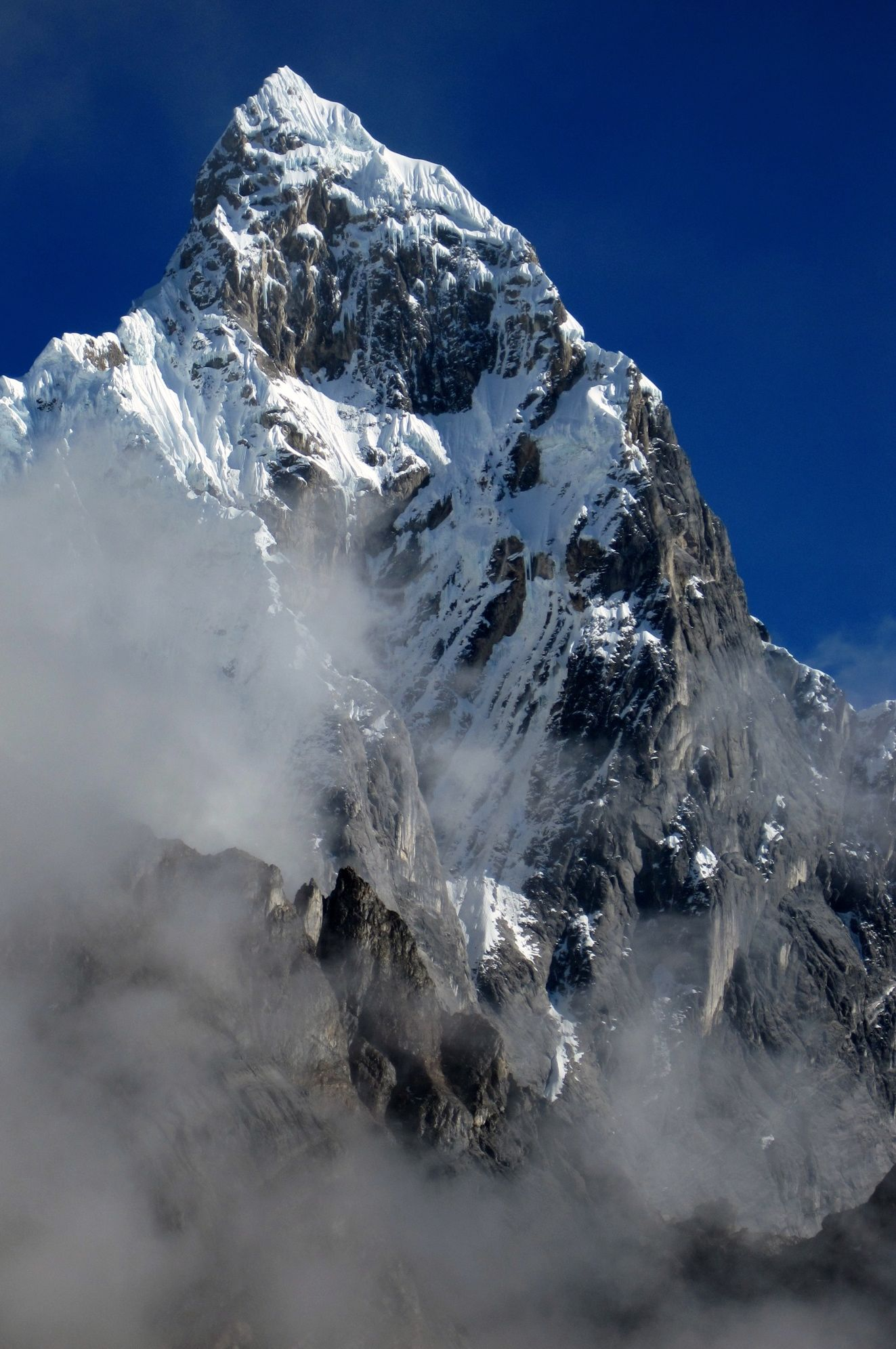
Ściana południowo–wschodnia
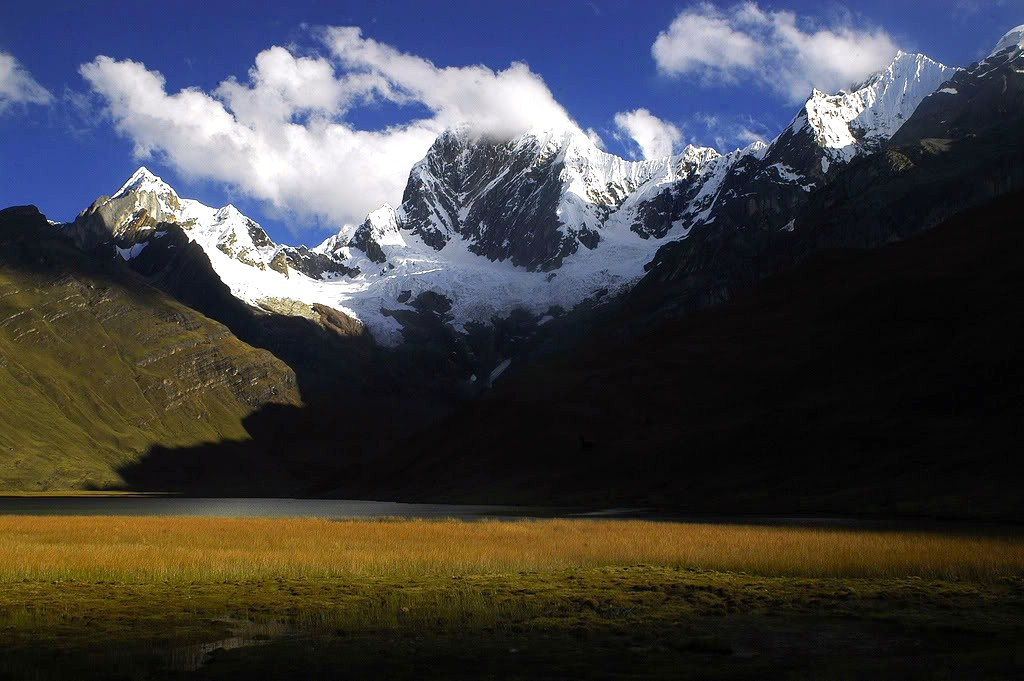
Okolica